# Peter Paul Speiser

Peter Paul Speiser (ca. 1961)

Peter Paul Speiser (* 26. April 1921 in Basel; † 27. Juli 2013 in Zürich; heimatberechtigt in Gelterkinden) war ein Schweizer Pharmazeut und Professor an der ETH Zürich.

## Leben
Peter Paul Speiser studierte Naturwissenschaften an der Universität Basel und schloss mit dem eidgenössischen Staatsexamen der Pharmazie und 1947 einem Doktorat in Naturwissenschaften in Fachrichtung pharmazeutische Chemie ab. Er war Unterrichts- und Forschungsassistent am Pharmazeutischen Institut Basel bei Tadeus Reichstein. Im Auftrag der Universität Basel führte er von 1950 bis 1951 pharmakobotanische Feldstudien mit Arzneipflanzen in Zentral- und Westafrika durch. Er arbeitete während zehn Jahren in der industriellen Pharmaforschung bei Ciba AG in Basel und teilweise in Summit (New Jersey).
Speiser wurde 1961 durch den Bundesrat zum ausserordentlichen Professor für Arzneiformung und Arzneizubereitung der ETH Zürich gewählt und sieben Jahre später zum ordentlichen Professor für das gleiche Lehrgebiet befördert, welches später in «Pharmazie» umbenannt wurde. Während seiner Amtszeit engagierte er sich im Leitungsgremium des Pharmazeutischen Institutes. Er emeritierte im Jahr 1988.
Seine Tätigkeiten in der Lehre umfassten Gastprofessuren und Sabbaticals an den Universitäten von Wisconsin (1967), Melbourne (1972), Sydney, als Präsident der Australian-New Zealand Advancement of Sciences (Anzas, 1973), Visiting Professor, Honorary Lecturer und Gastreferent an vielen Universitäten von West- und Osteuropa, Skandinavien, den USA, Kanada, durch die Association of Faculties of Pharmacy of Canada (1975), und im Nahen und Fernen Osten.

## Forschung
Die Forschung von Speiser und seiner Gruppe an der ETH Zürich deckte einen weiten Bereich der Formulierung von Arzneistoffen ab. Von besonderer Bedeutung waren unter anderem seine Arbeiten zur Bioverfügbarkeit von Wirkstoffen, zur mikrobiologischen Stabilität von Arzneiformen und vor allem zum Potenzial von Nanopartikeln als Träger für Wirk- und Impfstoffe. Seiner Zeit weit voraus, wurde er bereits in den 1970er-Jahren zu einem Pionier der heutigen biomedizinischen Entwicklung in der Nanotechnologie.

## Mitgliedschaften und Auszeichnungen
Er hat viele Ehrenmitgliedschaften, Verdienstmedaillen, Auszeichnungen und Ehrungen, darunter:
- 1983 Ehrendoktor der Universität Louvain-en-Velouve Brüssel
- 1993 Ehrendoktor der Universität Paris

## Publikationen (Auswahl)
Er hat je 100 experimentell-wissenschaftliche Publikationen veröffentlicht und Doktordissertationen betreut.
- Konfiguration des Periplogenins und allo-Periplogenins. Diss. phil.-naturwiss. Basel, 1947.